# 紐約州第二十國會選區
紐約州第二十國會選區（英語：New York's 20th congressional district）是美国纽约州的一個國會選區，範圍括奧爾巴尼縣、薩拉托加縣和斯克內克塔迪縣的全部，以及倫斯勒縣的部分地區。根據2010年美國人口普查，該選區有774,705名居民，其中白人佔77.2%，非裔佔9.2%，拉丁裔佔5.4%，亞裔佔4.8%，3.5%為其他。
本選區是民主黨的優勢選區，自2013年起本區眾議員為民主黨的保羅·D·東科（Paul D. Tonko）。